# The Geese and the Ghost
Albums de Anthony Phillips
Wise After Event
(1978)
The Geese and the Ghost est le premier album solo du musicien multi-instrumentiste britannique Anthony Phillips, après qu'il eut quitté le groupe Genesis. Michael Rutherford et Phil Collins de Genesis viennent donner un coup de main, ainsi que John Hackett, le frère de Steve Hackett, Jack Lancaster et Viv McCauliffe entre autres.

## Historique
Cet album fut réalisé en mars 1977 sur le label Vertigo Records en Europe, Passport Records pour l'Amérique du Nord et Hit and Run Music pour le Royaume-Uni. Il fut enregistré en grande partie dans les studios de la ville de Send dans le Surrey et complété à Londres dans les studios Olympic et Argonaut. L'enregistrement se déroula sur trois périodes, octobre et novembre 1974 pour les enregistrements initiaux (Send Barn studios), juillet 1975 (argonaut studios) et enfin octobre 1976 (send Barn studios) et novembre 1976 (Olympic studios). L'album fut produit par Anthony Phillips, Michael Rutherford et Simon Hayworth.
Outre Mike Rutherford, Phil Collins vint contribuer à l'album en chantant sur deux titres Which Way the Wind Blows et God If I Saw Her Now en duo avec Vivienne McCauliffe (il chante aussi sur la chanson inédite Silver Song présente sur le disque bonus de la réédition 2008). On note aussi la présence du frère de Steve Hackett, John qui joue de la flûte traversière sur l'album.
L'album ne fit qu'une courte apparition dans les charts américains du Billboard 200 en se classant à la 191e place.

## Liste des titres
- Tous les titres sont signés par Anthony Phillips, sauf indications.

### Version originale
1. Wind - Tales - 1:02
2. Which Way the Wind Blows - 5:51
3. Henry: Portraits from Tudor Times (Phillips, Michael Rutherford) - 12:11
  1. Fanfare - 0:56
  2. Lute's Chorus - 2:00
  3. Misty Battlements - 1:15
  4. Henry Goes to War - 3:36
  5. Death of a Knight - 2:33
  6. Triumphant Return - 1:46
4. God if I Saw Her Now - 4:09

Face 2
1. Chinese Mushroom Cloud (Phillips, Rutherford) - 0:46
2. The Geese and the Ghost (Phillips, Rutherford) - 15:40
  1. Part One - 8:01
  2. Part Two - 7:39
3. Collections - 3:07
4. Sleepfall: The Geese Fly West - 4:33

### Cd bonus de la réédition 2008
1. "Master of Time" (demo) – 7:37
2. "Title Inspiration" – 0:31
3. "The Geese & The Ghost – Part One" (Phillips, Rutherford (basic track) – 7:46
4. "Collections link" – 0:39
5. "Which Way the Wind Blows" (basic track) – 6:25
6. "Silver Song" (Geese sessions) – 4:22
7. "Henry: Portraits from Tudor Times" (Phillips, Rutherford) (basic track) – 5:37
  1. "Fanfare"
  2. "Lute's Chorus"
  3. "Lute's Chorus Reprise"
  4. "Misty Battlements"
8. "Collections" (demo) – 4:14
9. "The Geese & The Ghost – Part Two" (Phillips, Rutherford) (basic track) – 7:30
10. "God If I Saw Her Now" (basic track) – 4:15
11. "Sleepfall" (basic track) – 4:22
12. "Silver Song" (version inédite du single, 1973) (chant: Phil Collins) – 4:14

## Musiciens
- Anthony Phillips: guitares acoustiques et électriques (6 et 12 cordes), basse, dulcimer, bouzouki, synthetiseur, mellotron, harmonium, piano, orgue, batterie, percussions, gong, chant sur Collections.

avec
- Michael Rutherford: guitares acoustiques et électriques (6 et 12 cordes), basse, orgue, batterie, percussions
- Phil Collins: chant sur Wich Way the Wind Blows , God if I Saw Her Now et "Silver Song" sur le CD Bonus
- Viv McCauliffe: chant sur God if I Saw Her Now
- Wil Sleath: flûte (titre 3)
- John Hackett: flûte (titres 4, 7 et 8)
- Jack Lancaster: flûte, lyricon (titre 8)
- Rob Phillips: hautbois (titres 6 et 8)
- Lazo Momulovich: hautbois, cor anglais (titres 3 et 6)
- Charlie Martin, Kirk Trevor: violoncelle (titre 5 et 6)
- Nick Hayley: violon (titre 6)
- Martin Westlake: timpani (titre 3, 5 et 6)
- Tom Newman: heckelphone (titre 9)
- Send Barns Orchestra & Barge Rabble dirigé par Jeremy Gilbert

## Chart
| Pays       | Durée du classement | Meilleur classement |
| ---------- | ------------------- | ------------------- |
| États-Unis | 3 semaines          | 191e                |